# Dorchester Heights
Dorchester Heights es el área central del Sur de Boston, Massachusetts, Estados Unidos. Es la zona más alta del vecindario y tiene una buena vista del puerto y del centro de la ciudad.

## Historia
Doscherter es recordado en la historia de Estados Unidos por una acción llevada a cabo en la guerra de Independencia conocida como fortificación de Dorchester Heights. Después de las batallas de Lexington y Concord, los sentimientos revolucionarios de los habitantes de Nueva Inglaterra aumentaron, y miles de milicianos coloniales se reunieron en los alrededores de Boston, empujando a los británicos a la, por aquel entonces ciudad peninsular de Boston. En junio de 1775, los británicos, bajo el mando de William Howe, atacaron la colina Bunker Hill, pero en el proceso padecieron muchas bajas. Después de esta batalla, el Congreso Continental de Filadelfia nombró a George Washington, comandante en jefe de las fuerzas coloniales para que supervisara el asedio de Boston.
El punto muerto en el asedio duró varios meses, pero la balanza se inclinó del lado de los continentales o coloniales cuando el joven coronel Henry Knox, volvió del fuerte Ticonderoga en la provincia de Nueva York trayendo consigo su noble tren de artillería consistente en unos cañones muy potentes y otras armas, arrastrándolo a través de los ríos helados. Esta artillería adicional dio a George Washington la oportunidad de atacar. En la noche del 4 de marzo de 1776, unos 1200 soldados coloniales comenzaron a ascender la colina Dorchester arrastrando los poderosos cañones. La colina Dorchester era un importante punto estratégica ya que divisaba el puerto de Boston.
En respuesta, el general británico William Howe consideró la idea de atacar la colina, pero una fuerte tormenta de nieve le hizo desistir, y no les quedó otra opción que rendirse. El 17 de marzo, la Marina Real británica evacuó a la armada británica junto con más de mil lealistas (colonos que eran partidarios del gobierno británico) dejando la ciudad de Boston (habían llegado a un acuerdo con Washington de que no destruirían la ciudad si se les dejaba evacuar sin ser molestados) rumbo a Halifax, Nueva Escocia. Este día se celebra en Massachusetts como el día de la evacuación.

## Exhibición de fuegos artificiales el 4 de julio
Dorchester en una colina con vistas panorámicas de muchas comunidades del oeste y sur de la ciudad. Estas vistas son especialmente interesantes el 4 de julio, cuando después del atardecer, se pueden ver los fuegos artificiales oficiales de unas 12 comunidades, así como muchos más de particulares, que van surgiendo en el horizonte durante toda la noche.

## Monumento

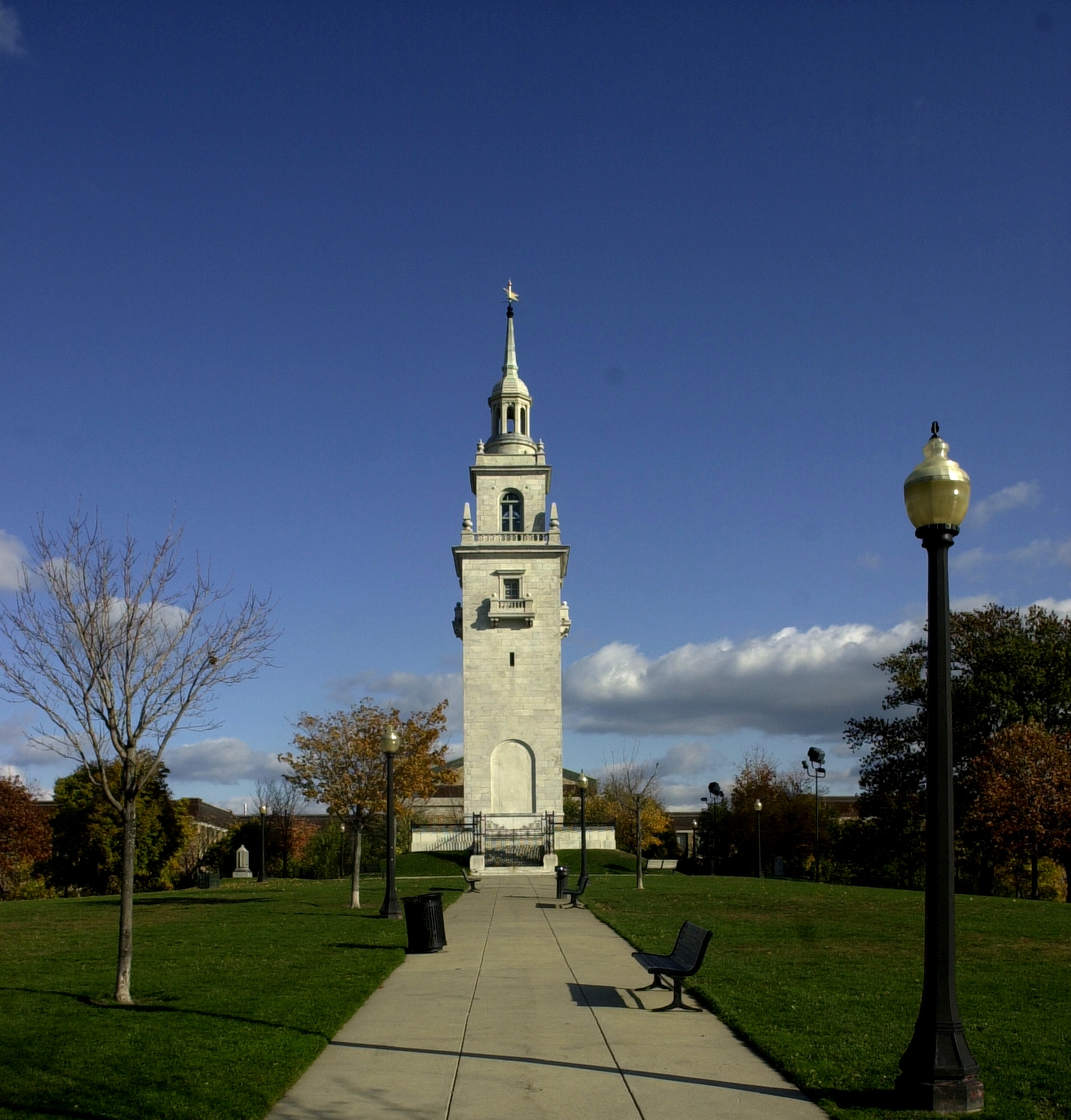
El Monumento de Dorchester Heights fue terminado en 1902 y mide 35 m de alto

El área de lo alto de la colina Telegraph era usada alrededor de 1849 para proveer agua al sur de Boston. El agua provenía del lago Cochituate. Esta reserva fue más tarde llenada de tierra, y se construyó un colegio en su lugar en 1901. El resto de la cima de la colina fue desarrollada como el parque Thomas en la década de 1850. Durante una restauración en la década de 1990, unos arqueólogos desenterraron evidencias de las fortificaciones de la guerra de Independencia, que se pensaba habían sido eliminados cuando se construyó el parque.
El Monumento de Dorchester Heights, localizado en el centro del parque, fue terminado en 1902. Mide 35 m de alto y está construido en mármol blanco de Georgia, tapado con una cúpula octogonal y evoca el campanario de una iglesia de estilo federal.